# Óscar Luis Arias Suárez
Óscar Luis Arias (Kassel, Alemanya, 5 de gener de 1966) és un exfutbolista hispanoalemany, que jugava com a migcampista.

## Trajectòria
Es va formar a les categories inferiors del Recreativo de Huelva, des d'on va ser cedit a l'Ayamonte i al Fuengirola abans de pujar al primer equip. Amb els andalusos va jugar un parell de campanyes a la Segona B, fins que la temporada 93/94 el fitxa la SD Compostela.
Els gallecs aconsegueixen l'ascens a la màxima categoria eixa campanya, tot i que Óscar Arias amb prou feines juga 12 partits. En Primera, la 94/95, el migcampista tan sols apareix en un encontre abans d'anar-se'n al Deportivo Alavés, que estava en Segona B. Precisament, eixe Oviedo - Compostela serà el seu únic encontre en Primera en la seua carrera.
Amb els vitorians puja a Segona i qualla una bona temporada a l'any següent. L'estiu del 1996 fitxa per la UE Lleida on roman dos temporades més amb un bon nivell de joc i de gols, fins a 15 en els dos anys en aquest equip. Les actuacions amb l'Alavés i el Lleida fan que el fitxe l'Sporting de Gijón, que cercava el retorn a la màxima categoria.
A Astúries també va complir el paper en les dues campanyes que hi va romandre (98/99 i 99/00). L'estiu del 2000, retorna al Recreativo. A l'equip andalús hi va ser titular els dos anys que hi va jugar, rematats per l'ascens a Primera de la temporada 01/02, en la qual Óscar Arias va jugar 23 partits i va marcar 2 gols. Al final d'eixa temporada, va penjar les botes.
Després de la seua retirada, ha seguit vinculat al món del futbol com a Director Esportiu del Recreativo de Huelva del 2004 al 2009, i finalmente de la Unión Deportiva Las Palmas del 2009 al 2011.

## Selecció
Óscar Arias ha estat una vegada internacional amb la selecció de futbol d'Andalusia, en partit jugat contra el Marroc l'any 2000.